# Nichelino (dollaro statunitense)
Il nome nichelino (nickel) si applica popolarmente alla moneta statunitense pari a cinque cent, ossia un ventesimo o cinque centesimi di dollaro statunitense.
Dal 1938 il disegno del nichelino ha sempre presentato al dritto il profilo del presidente degli Stati Uniti Thomas Jefferson. Dal 1938 al 2003, sul rovescio era impresso il Monticello, ossia la tenuta presidenziale di Thomas Jefferson. Nel 2004 e 2005, i nickel avevano nuovi disegni commemorativi del bicentenario dell'acquisto della Louisiana e della spedizione di Lewis e Clark; questi nuovi disegni vennero chiamati la Westward Journey nickel series. Nel 2006, si tornò a coniare il Monticello nel retro, mentre al dritto è rappresentata una nuova immagine di Thomas Jefferson, di fronte.

## Precedenti
Prima dell'introduzione del nickel, i pezzi da cinque centesimi erano monete in argento molto piccole che venivano chiamate half dime. A causa della mancanza di argento durante la Guerra civile americana, si rese necessario trovare un metallo alternativo per le monete di cinque cent, e venne scelta la lega di rame-nichel ancora in uso oggi. Numerosi problemi ammorbarono la coniazione dei nickel a metà del XX secolo, a causa della durezza estrema di questa lega, ma le moderne apparecchiature di conio si sono dimostrate più che adeguate al compito.
I nickel hanno sempre avuto un valore di un centesimo di dollaro per grammo (anche quando, durante la seconda guerra mondiale vennero coniate versioni speciali prive del metallo nichel). Vennero progettati come pari a 5 grammi nel sistema metrico decimale, quando le prime monete dette "nickel" vennero ufficialmente introdotte nel 1866, poco prima che la legge U.S.A. Metric Act of 1866 dichiarasse legale l'utilizzo del sistema metrico negli Stati Uniti.
L'applicare il termine "nichelino" a una qualsiasi moneta precede l'uso delle monete da cinque centesimi fatte in lega di nichel. Il termine venne utilizzato nel Nord America per la moneta Indian Head cent del 1859–1864, che era composta di rame-nichel. Nel corso della guerra civile americana ci si riferiva a questi bassi multipli dei cent come "nickels" o "nicks". Quando nel 1865 apparve il nickel da tre centesimi, questi erano i nuovi "nickels" per la persona comune della strada. Nel 1866, lo "Shield nickel" venne messo in circolazione e fissò nell'immaginario collettivo americano l'associazione tra la denominazione di 5 centesimi di dollaro con le monete realizzate in lega di nichel.

## Shield nickel (1866–1883)

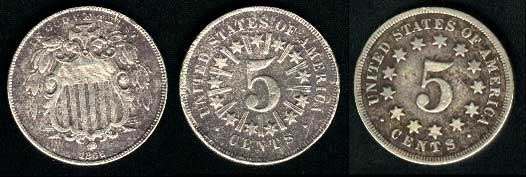
Shield nickel con e senza raggi

Lo Shield nickel, disegnato da James B. Longacre, fu il primo pezzo da cinque cent in nickel battuto negli Stati Uniti, in accordo con l'Act del 16 maggio 1866. Esiste una prima varietà con i raggi che partono dal numerale 5 e passano tra gli spazi presenti tra le stelle. Queste monete furono coniase solo nel 1866 e in parte nel 1867. Il disegno originale di Longacre non teneva in conto le difficoltà di coniare leghe dure e i raggi causavano una generale carenza di dettagli nelle aree corrispondenti nell'altra faccia della moneta.
Le difficoltà metallurgiche furono causa di molti errori di coniazione negli Shield nickel. Non è facile trovare monete che non presentino rotture nei conii, e questi esempi sono commerciati a un valore maggiore di quelli fior di conio, mentre per altre monete i difetti di conio sono considerati una interessante varietà con un leggero valore in più.

## Liberty nickel o V nickel (1883-1912)
Il Liberty nickel, disegnato da Charles Edward Barber, fu coniato tra il 1883 e io 1912. Viene chiamato anche V nickel, perché il nominale (5 cent) è espresso in numeri romani (V). Nei primi esemplari coniati nel 1883 era presente solo la lettera V ma dopo pochi mesi si decise di introdurre la dicitura intera "V cents" in quanto i falsari le ricoprivano d'oro spendendole come monete da 5$ (Half Eagle), che all'epoca erano d'oro e avevano dimensioni simili.
Il dritto raffigura il volto della Libertà racchiuso tra stelle mentre il rovescio alcune spighe di grano e rami di cotone con all'interno l'indicazione del valore nominale "V cents".
Nel 1913 furono coniate solo 5 monete di questo tipo, che pertanto divennero una delle più note e costose rarità numismatiche statunitensi.

## Indian head nickel o Buffalo nickel (1913–1938)

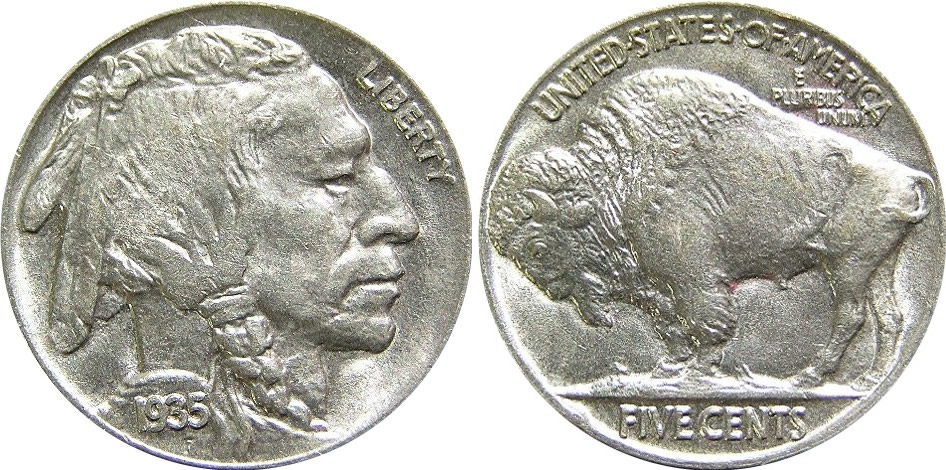
Indian head Buffalo nickel

La moneta Indian head o Buffalo nickel venne prodotta dal 1913 al 1938. I marchi di zecca sono nel rovescio, sotto la dicitura "Five Cents". Tutte le tre zecche di Philadelphia, Denver, e San Francisco parteciparono alla coniazione.
Il nichelino del bufalo, disegnato da James Earle Fraser, mostrava il profilo di un nativo americano nel dritto e un bisonte americano nel retro. Fraser disse che utilizzò fattezze di diversi capi indiani, in un ritratto composito. I modelli più probabili furono gli indiani Iron Tail, Two Moons e Adoeette. Adoeette era anche noto come "Grande Albero". Vi erano molti indiani che dichiaravano di essere stati i modelli per la moneta, includendo sia Two Gun White Calf che Isaac Johnny John "John Big Tree".
Il modello per il bisonte poteva essere stato il bisonte americano "Black Diamond", in esibizione allo Zoo del Central Park di New York. Si ritiene che il disegno di Fraser sia tra i più belli di qualsiasi moneta statunitense. La zecca di Philadelphia coniò monete "matte proof" destinate specialmente ai collezionisti (dal 1913 al 1917).
A causa della posizione in cui è impressa, la data tende a cancellarsi con l'usura, di conseguenza molti esemplari in bassa conservazione si trovano privi di data.

## Nickel col profilo di Thomas Jefferson (1938–2003)

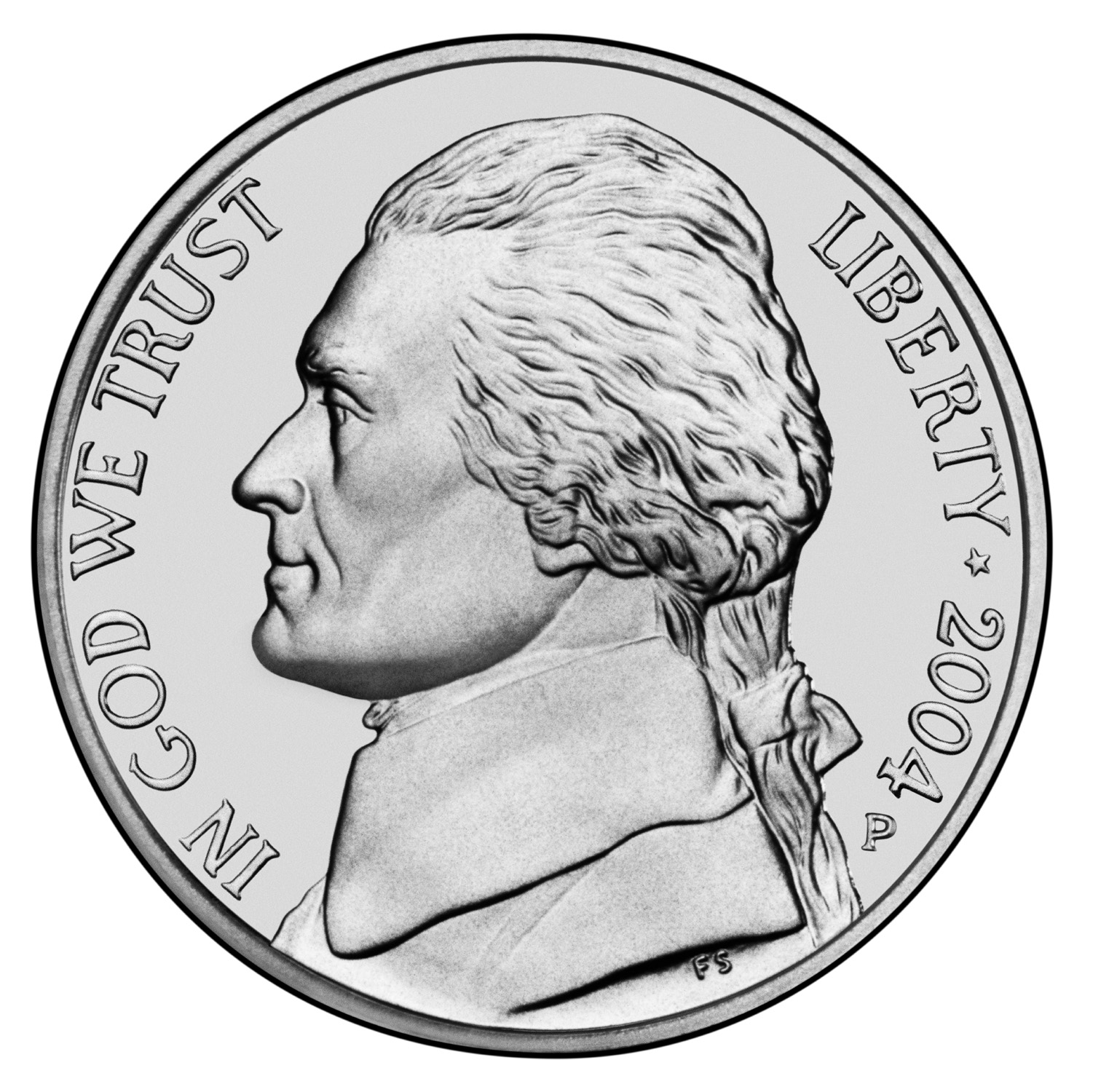
Dritto del Jefferson Nickel

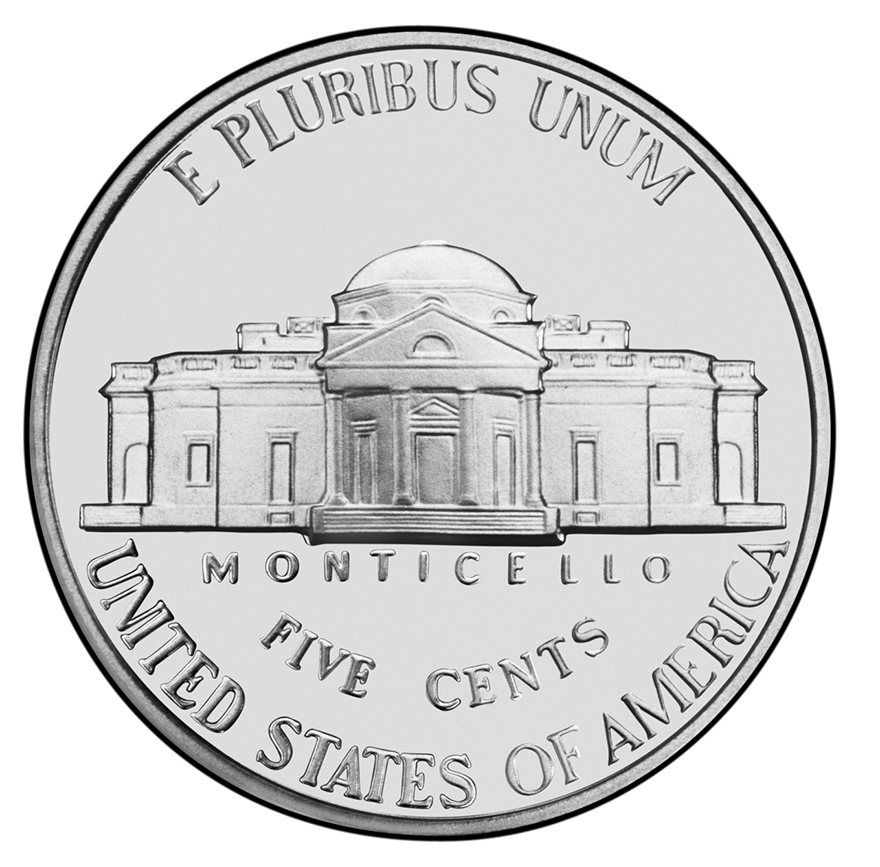
Rovescio del Jefferson Nickel

Il Jefferson nickel, disegnato da Felix Schlag per un concorso sponsorizzato dalla zecca, viene coniato sin dal 1938. Nel 1966 le sue iniziali vennero aggiunte alla base del busto. Il dritto presenta un profilo del presidente Thomas Jefferson, mentre il rovescio presenta la sua residenza virginiana, il Monticello. Le scalinate dell'edificio furono lievemente modificate durante il 1939, ma non vi furono altri cambi del disegno fino al 2003. Tutte le tre zecche USA produssero vasti quantitativi di nickel di Jefferson fino al 1954, quando la zecca di San Francisco interruppe la produzione per 14 anni, riprendendola soltanto dal 1968 al 1970. Dal 1970 tutti i nickel circolanti sono stati coniati in Filadelfia e Denver. Nei nickel dal 1938 al 1964 i segni di zecca (mint marks) possono essere trovati nel rovescio, nel campo destro tra il Monticello e il bordo. Dal 1965 al 1967 non vennero apposte "mint marks" e nel 1968 i marchi vennero mossi sul dritto, sotto la data, dove sono oggi. Nel 1980, la Philadelphia mint iniziò a marchiare con una "P" tutti i suoi nickel. Questo è il disegno più comune attualmente in circolazione.

### Nickel del tempo di guerra (1942-1945)

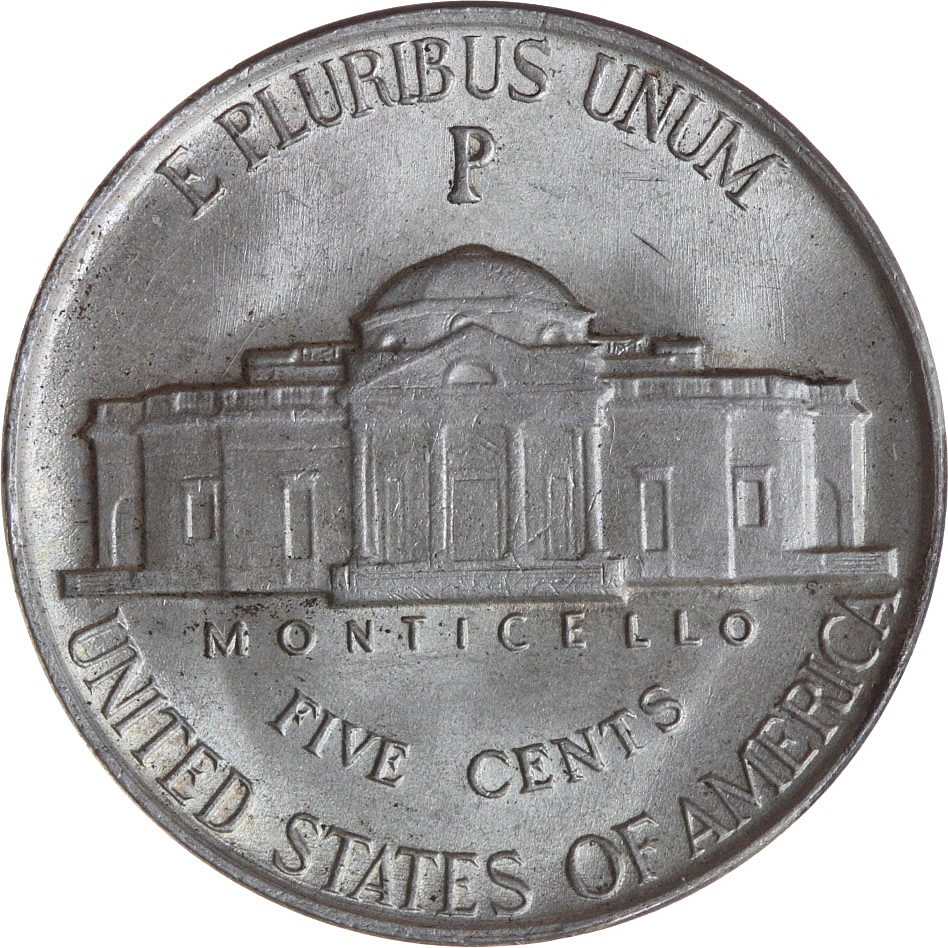
Nickel del tempo di guerra con il grosso "mint mark" P.

Dal 1942 al 1945, apparvero i "Wartime nickels". Queste monete sono costituite per il 56% da rame, 35% d'argento e 9% manganese. Le uniche altre moneta U.S.A. che usano il manganese è il dollaro di Sacagawea e i dollari presidenziali. Queste monete sono in genere un po' più scure rispetto ai nickel normali, forse a causa del loro contenuto in manganese (come molte monete britanniche coniate dal 1921 al 1947). Comunque quando queste monete non vengono tenute a contatto con l'aria, diventa difficile distinguerle dalla lega standard. Una probabile ragione per l'aspetto più scuro delle monete di guerra può essere stata l'esposizione allo zolfo (del carbone di minore qualità bruciato in guerra o dei saponi anti-pidocchio) durante la circolazione, agente che invariabilmente dà alle monete un aspetto più scuro.
Il disegno di queste monete è uguale ai normali Jefferson nickel coniati tra il 1938 e il 1942 e di nuovo dal 1946 al 2003. Il segno di zecca (P, D o S) è situato però, più grande, sopra il Monticello. A causa del loro contenuto di argento, oggi valgono più del facciale.

### Nickel commemorativi Westward Journey (2004-2005)
Dopo 65 anni di coniazioni con lo stesso disegno, sono stati coniati 2 tipi di nichelini commemorativi nel 2004 e altrettanti nel 2005. I quattro rovesci, invece che raffigurare il Monticello, commemorano il bicentenario della spedizione di Lewis e Clerk. Quelli del 2004 hanno sul dritto lo stesso ritratto di Jefferson presente nella serie 1938-2003, mentre quelli del 2005 raffigurano lo stesso presidente ma con un diverso ritratto (disegnato da Joe Fitzgerald), dritto utilizzato solo quell'anno.

### Design 2006-oggi
I nichelini prodotti a partire dal 2006 raffigurano nel dritto il presidente Jefferson di fronte e non più di profilo (disegno di Donna Weaver), mentre nel rovescio la stessa raffigurazione del Monticello presente nella serie 1938-2003.

## Quantità coniate
Shield nickel (1866–1883)
- 1866 P - 14.742.500
- 1867 P con Raggi - 2.019.000
- 1867 P senza Raggi - 28.890.500
- 1868 P - 28.817.000
- 1869 P - 16.395.000
- 1870 P - 4.806.000
- 1871 P - 561.000
- 1872 P - 6.036.000
- 1873 P closed 3 - 436.050
- 1873 P open 3 and large over small 3 - 4.113.950
- 1874 P - 3.538.000
- 1875 P - 2.097.000
- 1876 P - 2.530,000
- 1877 P - 510 (proof)
- 1878 P - 2.350 (proof)
- 1879 P - 29.100
- 1880 P - 19.954,6
- 1881 P - 72.375
- 1882 P - 11.476.000
- 1883 P - 1.456.919

Liberty Head V nickel (1883–1913)
- 1883 P senza la scritta CENTS - 16.032.983
- 1883 P con la scritta CENTS - 5.479.519
- 1884 P - 11.273.942
- 1885 P - 1.476.490
- 1886 P - 3.330.290
- 1887 P - 15.263.652
- 1888 P - 10.720.483
- 1889 P - 15.881.361
- 1890 P - 16.259.272
- 1891 P - 16,834,350
- 1892 P - 11.699.642
- 1893 P - 13.370.195
- 1894 P - 5.413.132
- 1895 P - 9.979.884
- 1896 P - 8.842.920
- 1897 P - 20.428.735
- 1898 P - 12.532.087
- 1899 P - 26.029.031
- 1900 P - 27.255.995
- 1901 P - 26.480.213
- 1902 P - 31.489.579
- 1903 P - 28.006.725
- 1904 P - 21.404.984
- 1905 P - 29.827.276
- 1906 P - 38.613.725
- 1907 P - 39.214.800
- 1908 P - 22.686.177
- 1909 P - 11.590.526
- 1910 P - 30.169.353
- 1911 P - 39.559.372
- 1912 P - 26.236.714
- 1912 D - 8.474.000
- 1912 S - 238.000
- 1913 P - 5

Indian Head (o Buffalo nickel) (1913–1938)
- 1913 P var. 1 - 30,993,520
- 1913 D var. 1 - 5,337,000
- 1913 S var. 1 - 2,105,000
- 1913 P var. 2 - 29,858,700
- 1913 D var. 2 - 4,156,000
- 1913 S var. 2 - 1,209,000
- 1914 P - 20,665,738
- 1914 D - 3,912,000
- 1914 S - 3,470,000
- 1915 P - 20,987,270
- 1915 D - 7,569,000
- 1915 S - 1,505,000
- 1916 P - 63,498,066
- 1916 D - 13,333,000
- 1916 S - 11,860,000
- 1917 P - 51,424,019
- 1917 D - 9,910,000
- 1917 S - 4,193,000
- 1918 P - 32,068,314
- 1918 D - 8,362,000
- 1918 S - 4,882,000
- 1919 P - 60,868,000
- 1919 D - 8,006,000
- 1919 S - 7,521,000
- 1920 P - 63,093,000
- 1920 D - 9,418,000
- 1920 S - 9,689,000
- 1921 P - 10,663,000
- 1921 S - 1,557,000
- 1923 P - 35,715,000
- 1923 S - 6,142,000
- 1924 P - 21,620,000
- 1924 D - 5,258,000
- 1924 S - 1,437,000
- 1925 P - 35,565,100
- 1925 D - 4,450,000
- 1925 S - 6,256,000
- 1926 P - 44,693,000
- 1926 D - 5,638,000
- 1926 S - 970,000
- 1927 P - 37,981,000
- 1927 D - 5,730,000
- 1927 S - 3,430,000
- 1928 P - 23,411,000
- 1928 D - 6,436,000
- 1928 S - 6,936,000
- 1929 P - 36,446,000
- 1929 D - 8,370,000
- 1929 S - 7,754,000
- 1930 P - 22,849,000
- 1930 S - 5,435,000
- 1931 S - 1,200,000
- 1934 P - 20,213,003
- 1934 D - 7,480,000
- 1935 P - 58,264,000
- 1935 D - 12,092,000
- 1935 S - 10,300,000
- 1936 P - 119,001,420
- 1936 D - 24,814,000
- 1936 S - 14,930,000
- 1937 P - 79,485,769
- 1937 D - 17,826,000
- 1937 S - 5,635,000
- 1938 D - 7,020,000

Jefferson profile nickels, 1938-2003
- 1938 P - 19.496.000
- 1938 D - 5.376.000
- 1938 S - 4.105.000
- 1939 P - 120.615.000
- 1939 D - 3,514,000
- 1939 S - 6.630.000
- 1940 P - 176.485.000
- 1940 D - 43.540.000
- 1940 S - 39.690.000
- 1941 P - 203.265.000
- 1941 D - 53.432.000
- 1941 S - 43.445.000
- 1942 P - 49.789.000
- 1942 D - 13.938.000

"War nickels" (35% argento, grande segno di zecca sopra il Monticello), 1942-1945
- 1942 P - 57,873,000
- 1942 S - 32,900,000
- 1943 P - 271,165,000
- 1943 D - 15,294,000
- 1943 S - 104,060,000
- 1944 P - 119,150,000
- 1944 D - 32,309,000
- 1944 S - 21,640,000
- 1945 P - 119,408,100
- 1945 D - 37,158,000
- 1945 S - 58,939,000

Ritorno alla composizione prebellica
- 1946 P - 161,116,000
- 1946 D - 45,292,200
- 1946 S - 13,560,000
- 1947 P - 95,000,000
- 1947 D - 37,822,000
- 1947 S - 24,720,000
- 1948 P - 89,348,000
- 1948 D - 44,734,000
- 1948 S - 11,300,000
- 1949 P - 60,652,000
- 1949 D - 36,498,000
- 1949 S - 9,716,000
- 1950 P - 9,796,000
- 1950 D - 2,630,030
- 1951 P - 28,552,000
- 1951 D - 20,460,000
- 1951 S - 7,776,000
- 1952 P - 63,988,000
- 1952 D - 30,638,000
- 1952 S - 20,572,000
- 1953 P - 46,644,000
- 1953 D - 59,878,600
- 1953 S - 19,210,900
- 1954 P - 47,684,050
- 1954 D - 117,183,060
- 1954 S - 29,384,000
- 1955 P - 7,888,000
- 1955 D - 74,464,100
- 1956 P - 35,216,000
- 1956 D - 67,222,940
- 1957 P - 38,408,000
- 1957 D - 136,828,900
- 1958 P - 17,088,000
- 1958 D - 168,249,120
- 1959 P - 27,248,000
- 1959 D - 160,738,240
- 1960 P - 55,416,000
- 1960 D - 192,582,180
- 1961 P - 73,640,100
- 1961 D - 229,342,760
- 1962 P - 97,384,000
- 1962 D - 280,195,720
- 1963 P - 178,851,645
- 1963 D - 276,829,460
- 1964 P - 1.028.622.762
- 1964 D - 1.787.297.160

(I nickel datati 1964 venivano coniati ancora nel 1966, contribuendo alle loro grandi quantità di conio. I marchi di conio (Mintmarks) vennero sospesi dal 1965 al 1967.)
- 1965 - 136.131.380
- 1966 - 156.208.283
- 1967 - 107.325.800
- 1968 D - 91.227.880
- 1968 S - 100.396.004
- 1969 D - 202.807.500
- 1969 S - 120.075.000
- 1970 D - 515.485.380
- 1970 S - 238.832.004
- 1971 P - 106.884.000
- 1971 D - 316.144.800
- 1972 P - 202.036.000
- 1972 D - 351.694.600
- 1973 P - 384.396.000
- 1973 D - 361.405.000
- 1974 P - 601.752.000
- 1974 D - 277.373.000
- 1975 P - 181.772.000
- 1975 D - 401.875.300
- 1976 P - 367.124.000
- 1976 D - 563.964.147
- 1977 P - 585.376.000
- 1977 D - 297.313.422
- 1978 P - 391.308.000
- 1978 D - 313.092.780
- 1979 P - 463.188.000
- 1979 D - 325.867.672
- 1980 P - 593.004.000
- 1980 D - 502.323.448
- 1981 P - 657.504.000
- 1981 D - 364.801.843
- 1982 P - 292.355.000
- 1982 D - 373.726.544
- 1983 P - 561.615.000
- 1983 D - 536.726.276
- 1984 P - 746.769.000
- 1984 D - 517.675.146
- 1985 P - 647.114.962
- 1985 D - 459.747.446
- 1986 P - 536.883.483
- 1986 D - 361.819.140
- 1987 P - 371.499.481
- 1987 D - 410.590.604
- 1988 P - 771.360.000
- 1988 D - 663.771.652
- 1989 P - 898.812.000
- 1989 D - 570.842.474
- 1990 P - 661.636.000
- 1990 D - 663.938.503
- 1991 P - 614.104.000
- 1991 D - 436.496.678
- 1992 P - 399.552.000
- 1992 D - 450.565.113
- 1993 P - 412.076.000
- 1993 D - 406.084.135
- 1994 P - 722.160.000
- 1994 D - 715.762.110
- 1995 P - 774.156.000
- 1995 D - 888.112.000
- 1996 P - 829.332.000
- 1996 D - 817.736.000
- 1997 P - 470.972.000
- 1997 D - 466.640.000
- 1998 P - 688.292.000
- 1998 D - 635.380.000
- 1999 P - 1.212.000.000
- 1999 D - 1.066.720.000
- 2000 P - 846.240.000
- 2000 D - 1.509.520.000
- 2001 P - 675.704.000
- 2001 D - 627.680.000
- 2002 P - 539.280.000
- 2002 D - 691.200.000
- 2003 P - 441.840.000
- 2003 D - 383.040.000

Westward Journey nickel series, 2004-2005
- 2004 P medal - 361.440.000
- 2004 D medal - 372.000.000
- 2004 P keelboat - 366.720.000
- 2004 D keelboat - 344.880.000
- 2005 P bison - 448.320.000
- 2005 D bison - 487.680,000
- 2005 P ocean - 394.080.000
- 2005 D ocean - 411.120.000

Jefferson forward nickels, 2006-present
- 2006 P - 693.120.000
- 2006 D - 809.280.000
- 2007 P - 571.680.000
- 2007 D - 626.160.000
- 2008 P - 279.840.000
- 2008 D - 345.600.000
- 2009 P - 39.840.000
- 2009 D - 39.360.000

## Valore del metallo
Il 13 giugno del 2008, il valore del metallo della moneta di 5 centesimi di dollaro (United States nickel coin) raggiunse i 0,06013 $, un premio del 20,3% sul valore facciale. Questo a causa dell'aumento del prezzo del rame e del nichel e per il costante declino nel valore del dollaro statunitense Nel tentativo di non perdere grossi quantitativi dei nickel circolanti a causa della fusione di essi per ricuperare il metallo, la United States Mint introdusse nuove regole "ad interim" il 14 dicembre del 2006, che criminalizzavano la fusione e l'esportazione dei cent e nickel. I trasgressori di queste regole possono essere puniti con una multa fino a 10.000 dollari, cinque anni di prigione, o entrambi.
Il 28 dicembre del 2009, il valore del metallo contenuto in un nickel raggiunse i 0,0500305 $, pari al 0,06 percento in più rispetto al valore facciale.
I costi di produzione e distribuzione delle monete di 5 cent (nickel) durante l'anno fiscale del 2007 erano di $0,0953 per nickel. Ad esempio il Canada decise di produrre monete in acciaio placcato nell'anno 2000, che vede il valore facciale di alcune delle monete più antiche inferiore al valore del contenuto in metallo di queste. L'8 febbraio 2008, la Camera dei Rappresentanti U.S.A., con una mossa simile, approvò un disegno di legge che avrebbe permesso di cambiare i componenti metallici delle monete U.S.A. a causa del crescente costo delle materie prime e del declino del valore del dollaro statunitense. Questa proposta, però, non è stata trasformata in legge.
Il contenuto in argento dei nickels coniati durante la Seconda guerra mondiale dal 1942 ad 1945 e pari a 1,75 grammi, ed è valutato attorno a 0,9829 $, basandosi sul valore di chiusura dell'argento il 24 dicembre del 2009.